# Алекановская надпись
Алекановская надпись — последовательность нерасшифрованных знаков, обнаруженная осенью 1897 года в деревне Алеканово (ныне Рязанской области) археологом Василием Городцовым. 
Знаки нанесены на небольшой глиняный горшок 15 см высотой, найденный в славянском захоронении. Было установлено, что надпись подлинная, общепринятого прочтения нет. Городцов датировал надпись X—XI веками. Пять похожих символов на черепках были найдены в Алеканове в 1898 году.
Городцов предположил, что это могут быть «славянские руны» . Два знака напоминают руны скандинавские. По мнению этнографа Яна Лецеевского, текст написан зеркально и должен читаться справа налево. По другой точке зрения, надпись записана с помощью локального набора знаков, созданного в племенном союзе вятичей.
А. П. Гаврилов относит сосуд с «Алекановской надписью» к дославянской культуре рязано-окских могильников и датирует предположительно III—IV веками.